# Батха
Регіон Батха (фр. région du Batha, араб. منطقة البطحة трансліт. minṭaqâtu l-Baṭḥâ ) — один з 22 регіонів, на які розподіляється Чад. Регіон був створений в 2002 році на місці колишньої префектури Батха.
Батха займає центральну частину країни; На півночі він межує з регіоном Борку, на сході - з регіонами Ваді-Фіра і Вадаї, на заході - з регіоном Бахр-ель -Газаль, на півдні - з регіонами Хаджер-Ламіс та Гера. Батха розташований на місці колишньої префектури Батха. Площа його становить 88 000 км.
Регіон розділяється на три департаменти, які, в свою чергу, поділяються на 9 супрефектур.
| Департамент   | Центр      | Супрефектури                                     |
| ------------- | ---------- | ------------------------------------------------ |
| Західна Батха | Аті        | Аті, Джедаа, Кунджуру                            |
| Східна Батха  | Умм-Хаджер | Ам-Сак, Ассінет, Умм-Хаджер, Харазі-Джомбо-Кібіт |
| Фітрі         | Яо         | Ам-Джамена, Яо                                   |